# Serdar Hudayberdiyev
Serdar Hudayberdiyev est un boxeur turkmène né le 1er novembre 1986.

## Carrière
Sa carrière amateur est principalement marquée par un titre de champion d'Asie remporté à Zhuhai en 2009 dans la catégorie poids légers. Aux Jeux olympiques de Londres en 2012, il est porte-drapeau de la délégation turkmène.

## Palmarès

### Jeux olympiques
- Qualifié pour les Jeux de 2012 à Londres, Angleterre

### Championnats d'Asie de boxe amateur
- Médaille d'or en -60 kg en 2009 à Zhuhai, Chine.

## Référence
1. ↑  (en) Présentation de Serdar Hudayberdiyev sur le site de l'AIBA